# Ládbesenyő
Ládbesenyő község Borsod-Abaúj-Zemplén vármegyében, az Edelényi járásban.

## Fekvése
Edelénytől 5 kilométerre, a megyeszékhely Miskolctól közúton 26 kilométerre északra helyezkedik el. Különálló településrésze Andrástanya, mely az északi határszéle közelében található.
A közvetlenül határos települések: észak felől Abod (8 km), kelet felől Lak, dél felől Balajt (kb. 8 km), nyugat felől pedig Szendrőlád (kb. 3 km); a legközelebbi város Edelény.

### Megközelítése
Csak közúton közelíthető meg, Edelény vagy Abod érintésével, a 2615-ös úton, ugyanezen érhető el Andrástanya is. Szendrőláddal földutak kapcsolják össze.

## Története
Ládbesenyő nevét 1291-ben említette először oklevél Besenew, 1332-ben Bessemi, Beschenev néven, mikor Besenyei Sándor fiait mint a Miskolc nemzetség tagjait sorolták fel.
1293-ban Besenyei Dénes fiait említette egy oklevél, akik elfoglalták Császtát.
1332-ben Mindenszentekről elnevezett egyházát is említették. A pápai tizedjegyzék szerint papja ekkor 6 garas pápai tizedet fizetett.
1910-ben 463 magyar lakosa volt. Ebből 173 római katolikus, 97 görögkatolikus, 178 református volt.
A 20. század elején Borsod vármegye Edelényi járásához tartozott.
1969 és 1983 között Edelény társközsége volt, majd a következő tíz évben a városhoz volt csatolva, csak 1993 óta önálló ismét.

## Közélete

### Polgármesterei
- 1993–1994: …
- 1994–1998: Horváth Gyula (független)[3]
- 1998–2002: Tóth Gellért (független)[4]
- 2002–2006: Tóth Gellért (független)[5]
- 2006–2010: Horváth Róbert (független)[6]
- 2010–2012: Horváth Róbert (független)[7]
- 2012–2014: Fedor Attila (független)[8]
- 2014–2019: Győrfi Gábor (független)[9]
- 2019–2024: Győrfi Gábor (független)[10]
- 2024– : Győrfi Gábor (független)[1]

A településen 2012. május 20-án időközi polgármester-választást (és képviselő-testületi választást) tartottak, az előző képviselő-testület önfeloszlatása miatt. A választáson a hivatalban lévő polgármester nem indult el.

## Népesség
A település népességének változása:
| Lakosok száma | 291  | 292  | 285  | 285  | 275  | 265  | 270  |
|               | 2013 | 2014 | 2015 | 2021 | 2022 | 2023 | 2024 |

2001-ben a település lakosságának 83%-a magyar, 12%-a lengyel, 5%-a cigány nemzetiségűnek vallotta magát.
A 2011-es népszámlálás során a lakosok 96,1%-a magyarnak, 4,6% cigánynak, 17,1% lengyelnek mondta magát (3,9% nem nyilatkozott; a kettős identitások miatt a végösszeg nagyobb lehet 100%-nál). A vallási megoszlás a következő volt: római katolikus 40%, református 33,6%, görögkatolikus 7,5%, evangélikus 0,4%, felekezeten kívüli 7,5% (11,1% nem válaszolt).
2022-ben a lakosság 93,5%-a vallotta magát magyarnak, 5,1% cigánynak, 5,1% lengyelnek, 2,5% egyéb, nem hazai nemzetiségűnek (6,5% nem nyilatkozott; a kettős identitások miatt a végösszeg nagyobb lehet 100%-nál). Vallásuk szerint 27,6% volt római katolikus, 30,2% református, 9,5% görög katolikus, 8,7% felekezeten kívüli (24% nem válaszolt).

## Látnivalók
Ládbesenyő-Andrástanyán található a Derenk Emlékház, a magyarországi lengyelség fontos emlékhelye, amelyet a Lengyel Múzeum 2003. október 12-én nyitott meg.